# Las bicicletas son para el verano
|  | Aquest article tracta sobre l'obra teatral de Fernando Fernán Gómez. Si cerqueu la pel·lícula, vegeu «Las bicicletas son para el verano (pel·lícula)». |

Las bicicletas son para el verano (en català Les bicicletes són per l'estiu) és una obra de teatre escrita per Fernando Fernán Gómez. La temàtica és la presència de la guerra, la fam, les relacions amoroses i la bicicleta. El 1977 va aconseguir el Premio Lope de Vega, atorgat per l'Ajuntament de Madrid.

## Personatges
En aquesta obra s'entrellacen diverses generacions familiars, cadascuna amb una manera de pensar i un motlle social diferent del que la precedeix. Per exemple, s'observa que la generació dels pares, Dolores i Luis, és més tradicional que la que els precedeix, i això es pot observar en que reaccionen en contra de les afeccions amoroses que professen els seus fills amb les seves respectives parelles. No obstant això, tenen gran responsabilitat en l'obra, ja que suposen el nexe d'unió de la família i l'entrada d'aliments a casa. Es podria parlar d'un personatge col·lectiu pel que fa a la família protagonista, sense oblidar la importància que prenen els veïns, ja que es tracta d'una situació excepcional en què la solidaritat afecta tots els cercles socials d'aquesta família.

## Argument
L'estiu de 1936 esclata la guerra civil espanyola. A la ciutat de Madrid, la família formada per don Luis, la seva esposa Dolores i els seus fills, Manolita i Luisito, comparteixen la quotidianitat de la guerra amb la criada i els veïns de l'edifici. Luisito, malgrat haver estat suspès, vol que el seu pare li compri una bicicleta. Tanmateix, la situació obligarà a posposar la compra. I el retard, com la mateixa guerra, durarà molt més del que s'esperava. El marit de Manolita mor a causa d'una bomba, cosa que causa una gran desolació a la família.
L'obra de teatre comença amb Luisito i Pablo, el seu amic, parlant de les seves preferències entre el cinema i la literatura. Luisito s'imagina Madrid enmig d'una guerra, i treuen la conclusió que és impossible que ocorri tal cosa. No obstant això, a l'estiu esclata la guerra civil. Luisito, al principi de l'obra volia que el seu pare li comprés una bicicleta, però la situació va obligar a ajornar la compra, a causa de la gana, a la por i a les morts de familiars. Manolita, germana de Luisito, li confessa a la seva mare que està embarassada d'un soldat, José Fernández, el qual va ser assassinat. Després d'això, Julio, un antic pretendent, se li torna a declarar a Manolita. Es casen, però Julio mor per l'esclat d'una bomba. Els bombardejos augmenten, el menjar escasseja i la situació és incontrolable. A Luis i a Luisito, treballadors d'un celler, els acomiaden per intentar haver format anteriorment un sindicat. Don Luis, des d'una perspectiva pessimista, creu que en el futur pot ser que sigui assassinat, i ho confessa al seu fill Luisito mentre caminen per un Madrid destruït i sumit en la més terrible misèria.

## Estrena de l'obra
S'estrena al Teatro Español de Madrid el 23 d'abril de 1982, sota la direcció de José Carlos Plaza, escenografia de Javier Navarro i vestuari de Pedro Moreno. Els seus principals intèrprets van ser Agustín González (Don Luis), Berta Riaza (Doña Dolores), Gerardo Garrido (Luisito), Enriqueta Carballeira (Manolita), Pilar Bayona (María), María Luisa Ponte (Doña Antonia), Mari Carmen Prendes (Doña Marcela) i Sandra Sutherland (Maluli).

## Adaptacions
El 1984 Lola Salvador Maldonado signa el guió de la versió cinematogràfica. El productor Alfredo Matas i el director Jaime Chávarri conserven únicament a Agustín González del repartiment original i incorporen Amparo Soler Leal, Victoria Abril i Gabino Diego, entre d'altres.
El 18 de juliol de 2011 la Cadena SER va emetre una representació, en versió radiofònica, de l'obra de Fernán Gómez, en commemoració al 75 aniversari de l'inici de la guerra civil espanyola. L'adaptació va anar a càrrec d'Emma Cohen, que va dirigir també l'enregistrament. Hi van intervenir actors com Ginés García Millán, Anna Labordeta, Tina Sainz, Sara Rivero, Jaume Cano i Carolina Lapausa. A ells es van unir també veus com les d'Iñaki Gabilondo, Gemma Nierga o Angeles Afuera.